# Хугашвили, Тамара Николаевна
Тамара Николаевна Хугашвили (в замужестве Хмиадашвили; 27 ноября 1944, Тбилиси — 2019) — грузинская шахматистка, международный мастер (1982) среди женщин.
Участница ряда чемпионатов СССР, лучший результат — 3-е место (1981). Участница зонального турнира ФИДЕ (1981) — 5—7-е места. Лучшие результаты в международных турнирах: Тбилиси — Гори (1970 и 1985) — 3-е и 6—7-е; Пловдив (1976) — 3-е; Галле (1980) — 2-е; Пётркув-Трыбунальски (1981) — 3—4-е; Тбилиси (1987) — 6—8-е места.

## Изменения рейтинга
| Графики недоступны из-за технических проблем. См. информацию на Фабрикаторе и на mediawiki.org. |